# Хромченко, Владимир Анатольевич
Владимир Анатольевич Хромченко (укр. Володимир Анатолійович Хромченко; 16 сентября 1949, Симферополь — 2 января 2022, Ливадия) — советский, украинский и российский органист и органостроитель. Заслуженный деятель искусств Украины. Лауреат Государственной премии Автономной республики Крым. Заслуженный работник культуры Крыма. Почетный гражданин города Ялта.

## Биография
Родился в 1949 году в Симферополе. Окончил Симферопольское музыкальное училище, затем Таллиннскую государственную консерваторию по классу органа, обучался у профессора Хуго Лепнурма.
В 1969 году начал работать в Ялтинской детской музыкальной школе имени А. Спендиарова, в которой за 10 лет создал свой первый орган — на нём и начал свою активную концертную деятельность, проводя многочисленные концерты.
На 1-м Всесоюзном съезде органистов и органных мастеров (Киев, 1987) был избран членом Президиума органной комиссии при Министерстве культуры СССР. Создал ряд органов для церквей и музыкальных учреждений Крыма.
Является ведущим специалистом в области органостроения .
Директор, художественный руководитель и органист Центра органной музыки «Ливадия» который он организовал и создал в 1990-х годах. По собственной инициативе и авторскому проекту отреставрировал и реконструировал полуразрушенное и пришедшее в негодность здание электростанции Ливадийского дворца и превратил его в высокохудожественный архитектурный ансамбль. Под руководством Владимира Хромченко и его личном участии построен органный зал, организованы мастерские по производству органов. Вокруг здания органного зала устроен сад с фонтаном в арабском стиле.
В 1998 году Владимир Хромченко создал орган, имеющий 69 регистров, 4 мануала и педаль. Орган оснащен электронной системой управления, разработанной и созданной под руководством В.А. Хромченко специалистами  Центра органной музыки "ЛИВАДИЯ". . Обладатель платиновой медали за лучший фасад органа в Европе.. Является самым крупным отечественным инструментом, созданным на территории постсоветского пространства (бывших республик Советского Союза)
В Ливадийском органном зале проходят концерты органной музыки и проводится традиционный международный органный фестиваль «LIVADIA FEST».. Владимир Хромченко также построил небольшой орган для г. Москвы и еще два инструмента в г. Ялте (в Ялтинской музыкальной школе имени А. А. Спендиарова и Армянской церкви).
Под руководством Владимира Хромченко специалистами Центра Органной Музыки «ЛИВАДИЯ» был отремонтирован и реконструирован орган в городе Сочи.
Скончался 2 января 2022 года.

## Награды
Лауреат государственной премии Крыма, заслуженный деятель искусств Украины, заслуженный работник культуры Крыма.
Почетный гражданин города Ялта.
Имя Khromchenko присвоено малой планете 5955 Солнечной системы.

## Семья
- Женат - Людмила Хромченко  педагог Ялтинская ДМШ
- Сын — Антон Хромченко — органостроитель, скрипач, солист Ливадийского органного зала, руководитель музыкального коллектива «Yalta Jam»
- Сын — Пётр Хромченко — контрабасист, артист оркестра Крымской филармонии
- Дочь — Юлия Хромченко — пианистка и певица, солистка Ливадийского органного зала